# Chrysopogon macleishii
Chrysopogon macleishii är en gräsart som beskrevs av Thomas Arthur Cope. Chrysopogon macleishii ingår i släktet Chrysopogon och familjen gräs. Inga underarter finns listade i Catalogue of Life.